# Industria petrolului în județul Bacău

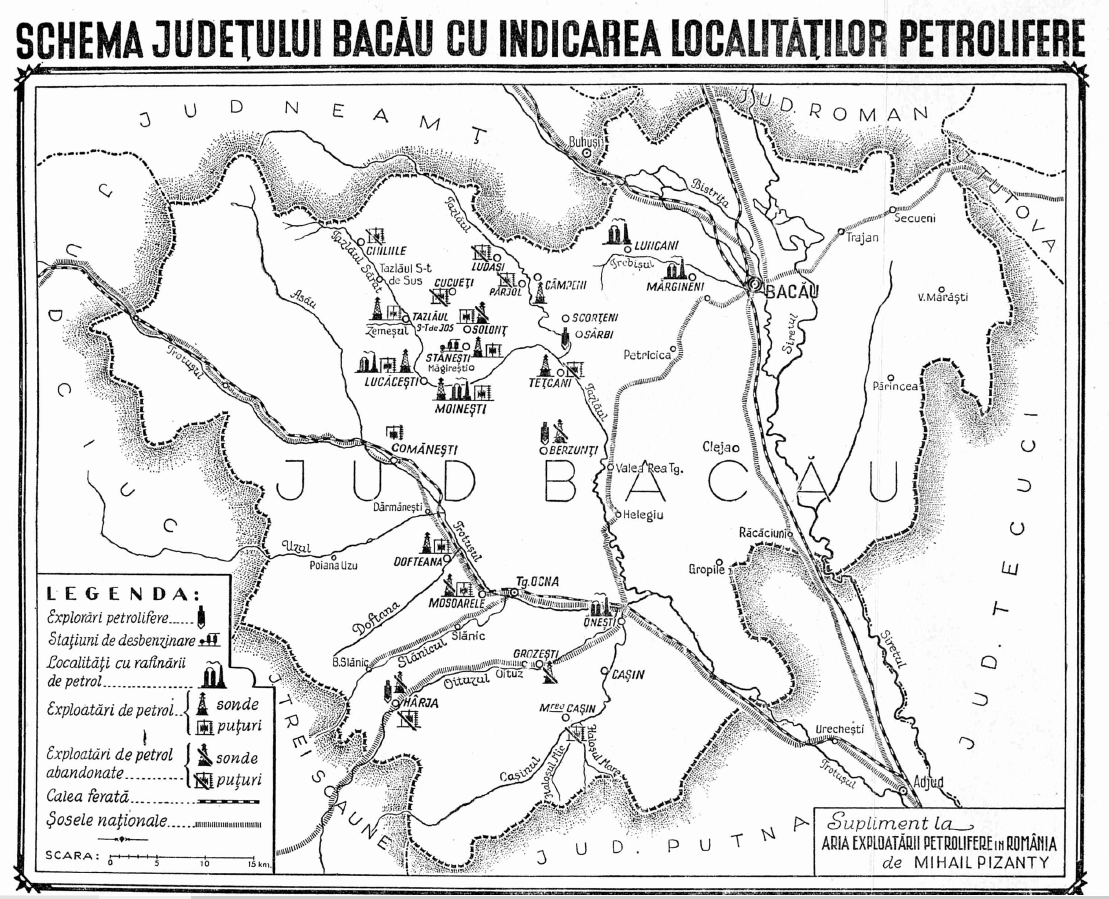
Harta județului Bacău (interbelic) cu indicarea localităților petrolifere (1938).

Județul Bacău a fost timp de sute de ani singurul județ din Moldova din care se exploata petrol. Printre cele mai importante zăcăminte exploatabile de petrol, cu vechimi sarmațiene, eocene și oligocene, se află în arealul din jurul localității Moinești din Județul Bacău, Moldova, România.

## Elemente de geologie

### Zone
Petrolul se găsește asociat cu gaze naturale de sondă în zona flișului marginal și în zona neogenă. Perimetrele petroliere au o extindere foarte mare pe Valea Tazlăului Sărat în amonte de Moinești, pe Valea Trotușului între Valea Asăului și Valea Cașinului și pe cursul mijlociu al Tazlăului Mare. Zăcămintele cele mai bogate au fost identificate până în prezent la adâncime ce variază între 150-900 m și sunt cantonate atât în zona flișului paleogen cât și în miocenul zonei neogene. Cele mai importante exploatări sunt în regiunea montană, respectiv în Tazlău-Moinești (Pietrosul, Lucăcești, Uture, Moinești, Modîrzău), în Depresiunea Dărmănești (Comănești, Văsiești, Podei, Lapoș, Dofteana, Larga, Valea Slănicului–Cerdac și în Valea Oituzului (Fierăstrău-Oituz și Poiana Sărată). În Subcarpați din bazinul râului Trotuș zăcămintele de petrol sunt mai mici, cu exploatări importante la Tescani, Boșoteni, Stănești, Câmpeni, Solonț, Târgu Trotuș și Cașin.

### Formare
Subzona externă a flișului
Structura Moinești cu o vechime mare. Exploatarea în masă prin sonde mecanice începe în anul 1895, se avea în vedere exploatarea gresiilor eocenului.
În anul 1927, depozitele sarmațiene au devenit un alt obiect de exploatare pe această structură. Obiectul principal de exploatare îl formează gresia de Kliwa a oligocenului, care are ca înveliș protector miocenul de sare. Din punct de vedere tectonic, structura Moinești nu este decât prelungirea solzului de Tazlău, care la Moinești este mai ridicat. În fața acestui solz este un altul, scufundat, pus în evidență prin sondele forate la Măgura-Moinești.
Zăcămintele din sarmațian ca și cele din eocenul pânzei sunt stratiforme ectranate tectonic, iar cele din oligocenul autohton sunt stratiforme, cu boltă faliat, cu trecere spre zăcămintele masive. Adâncimea medie a sondelor pentru oligocen este de circa 1000 m.

## Istoric

### Începuturi
În secolul al XV-lea sunt menționate gropile de păcură de la Lucăcești (1440–1442), iar în secolul al XVIII-lea cele din sudul Depresiunii Dărmănești și în jurul localității Moinești.
Marco Bandini vizitând satul Lucăcești în anii 1646-1648:
În trecere, am văzut câteva izvoare a căror fierbere ascunsă mi-a stârnit admirația. Apele țâșnesc străvezii prin vinele pământului și după scurtă vreme îmbracă multe și felurite culori, când ca un curcubeu, când ca văzduhul pictat de răsăritul sau de apusul soarelui; se revarsă într-un șanț anume, apoi culoarea degenerază puțin câte puțin într-o negreală cleioasă, care e foarte bună pentru a unge osiile căruțelor; în românește se cheamă „păcură”, în ungurește „deget”, în latinește „axungia”, adică „unsoare pentru osie”. Câinii au oroare de ea și nu suportă nici măcar mirosul unei picături. Mișcat sufletește, am stat aici cât mi-a îngăduit scurtimea timpului, admirând cu venerație puterea și înțelepciunea lui Dumnezeu. [...]
Filozofii recurg, pentru a găsi o cale de ieșire, la calități oculte, la acțiunea soarelui în măruntaiele pământului. [...]
În plus, trebuie să observăm că această unsoare respingătoare diferă, prin natura ei, de apă, căci, în primul rând, plutește deasupra apei ca uleiul sau ca untul și <este> precum cleiul care se întinde și se trage; și, când am cufundat în <păcură> un băț, ea se putea trage și înfășura lipindu-se de băț una cu cealaltă, ci, precum uleiul sau grăsimea, se ridică deasupra apei; dacă este amestecată însă cu ulei sau cu orice <fel de> grăsime, părțile se contopesc între ele într-un singur tot.
În al doilea rând, se poate pune întrebarea: de ce apa care țâsnește străvezie îmbracă diverse culori? de ce, apoi, apoi, o parte degenerază în negru, iar o parte rămâne limpede? Dacă se face apel la acțiunile soarelui, plantelor și astrelor, din acest răspuns se va naște o nouă întrebare; de ce totuși acele acțiuni nu-și produc efectul în măruntaiele pământului și nasc efecte diverse în afara vinelor pământului? Aerul înconjurător nu poate fi cauza, pe de o parte pentru că are forța de a genera, din sine însuși, <aceste efecte>. De aceea se pare că e mai bine să se spună, la obiect, că firișoare de praf, negru prin natura sa, precum atomii, s-au amestecat cu apa aceea; acești atomi în atingere cu adâncul apei nu pot pluti pe deasupra și nici nu se pot uni între ei, așa că sunt siliți să se amestece cu părțile apei. Dar și acest răspuns întâmpină dificultățile sale pe care, după părerea mea, trebuie să le lăsăm, spre a fi supuse criticii, în seama răgazului și a minții celor a căror plăcută râvnă nu este slăbită de preocupările exterioare, ci, după ce capătă zile de tihnă [...].
Mai târziu, Dimitrie Cantemir în „Descriptio Moldaviae” amintește de existența și exploatarea petrolului din această regiune.
„În Tazlăul Sărat, aproape de satul Moinești, în ținutul Bacăului, țâsnește dintr-un izvor păcură amestecată cu apă, pe care țăranii noștri au obicei de o folosesc la unsul osiilor de la căruțe; ei zic că este mult mai bună pentru nevoile casei decât rășina pe care o scot din copaci dar numai dacă este deosebită de apă.”
În anul 1780, Ștefan Raicevich, a scris că în zonă se scot două feluri de păcură, una roșie și alta neagră care servește la luminatul curților boierești. În anul 1804 Andreas Wolff, medicul orașului Sibiu, și Contele Demidoff în 1837, au menționat bogățiile de păcură ce nu sunt exploatate.

### Forarea

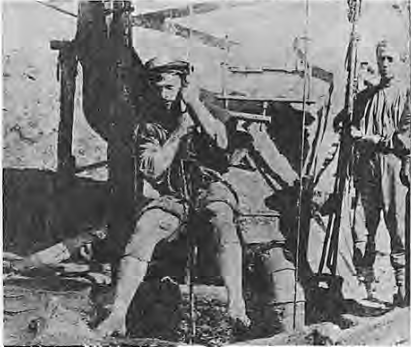
Lucrător într-un puț de petrol la Moinești, 1875.

Extracția petrolului este cunoscută în această regiune de peste cinci secole. Inițial reprezentată prin exploatări primitive, apoi începând cu a doua jumătate a secolului al XIX-lea prin sonde mecanice și în zilele noastre prin foraje de mare adâncime, de la 150 m până la 1000 m, extracția a fost o prezență permanentă în peisajul industrial al zonei. Începuturile industriei petroliere în România au loc în bazinul Râul Trotuș, respectiv pe Valea Tazlăului și în Depresiunea Dărmănești. Mai târziu, perimetrele petrolifere se lărgesc mult, cuprinzând spații tot mai mari în zona paleogenului carpatic.
Extracția primitivă a petrolului din zonă nu a fost un fapt oarecare, ci a reprezentat la timpul său o activitate economică de mare importanță, efectuată cu mijloace și în condiții impresionante. Oamenii locurilor, constrânși de condiția materială precară în care se aflau, acceptau să lucreze în condiții grele.
Băile (minele) de petrol erau gropi cu diametrul de 4–5 m și adânci de circa 20 m, executate cu mijloace rudimentare, în care mai apoi se aduna țițeiul ce era scos manual la suprafață.
Mai grea era munca în puțuri, în care, fiind strâmte (cu diametrul de 1 m) și uneori foarte adânci (peste 100 m), punea pe lucrătorul care-l săpa și-i aplica în jur împletituri de nuiele, într-o continuă nesiguranță. Lipsit de aer, care se pompa cu ajutorul unor foale de la suprafață, acesta avea deasupra sa mereu coșul cu pământ ce era tras de gurari afară, coș care nu rareori cădea peste lucrătorul din puț, curmându-i viața.
Pentru săparea puțurilor se folosea munca manuală, cu metode de iluminare cu oglinzi și unele sistemele primitive de ventilare cu foale. Muncitorii erau mereu expuși exploziilor, surpărilor sau chiar orbirii sau asfixierii datorită emanațiilor de gaze. De obicei se lucra în timpul iernii, când temperaturile erau mai scăzute, emanațiile de gaze erau mai puțin intense. În 1867 a fost înființată „Compania română pentru exploatarea și comerțul cu pacură” care exploata zonele petrolifere din Moinești, Valea Arinilor și Solonț. În anul 1858 zona Moinești a avut o capacitate de prelucrare a petrolului de 837-848 tone/an, prin „rafinăriile de le dețin mici proprietari aflați în treabă”.
Presiunea straturilor fiind mică iar rocile dure, puțurile aveau formă circulară, spre deosebire de restul țării, unde care erau pătrate, iar în locul țambrelor, pereții erau căptușiți cu împletituri de nuiele, puțarii executau săpături păzind o verticală perfectă, fapt care explică marea adâncime la care au ajuns în unele locuri, de peste 250 metri. Această adâncime maximă atinsă exista în cazurile excepționale, de obicei însă, puțurile aveau  o adâncime mică, exploatarea lor începând din straturi foarte apropiate de suprafață. De cele mai multe ori țițeiul se scurgea împreună cu apă din pânza freatică.
Băile și puțurile au ajuns la un număr de ordinul sutelor, atunci când ele constituiau mijloace unice pentru extracția petrolului. Încă înainte de folosirea sondelor mecanice (1863), gropile au permis extragerea unei cantități importante de țiței, care nu numai că acoperea cerințele locale, dar era încărcat în butii mari și vândut pe piața internă și chiar externă (Turcia, Austro-Ungaria, Rusia): „Neguțătorii străini prețuiau la păcura românească, îndeosebi înșurile de ardere. De aceea mari caravane de butii pline de lichid negru și vâscos se îndreptau aproape în fiecare săptămână spre clienții bogați din felurite țări ale Europei”.

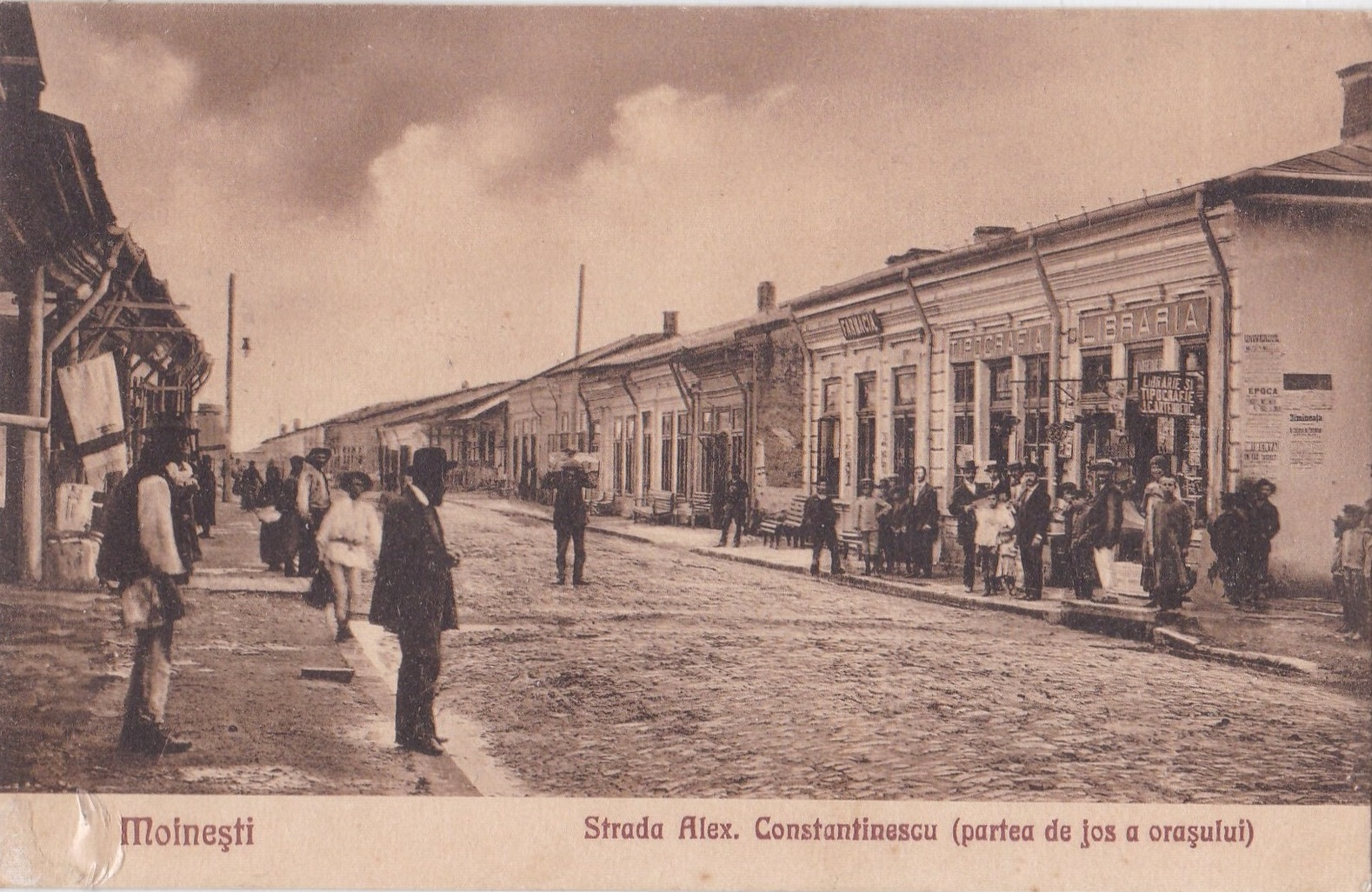
Perspectivă asupra târgului Moinești

Cel mai vechi document vamal pentru export de țiței datează din 28 octombrie 1825 și stipulează că numitul Heim Cozac duce peste graniță 250 decalitrii de păcură în 5 butii. Acest fapt era încurajat în zonă și de domeniile feudale, care, acaparând regiunile bogate în petrol, și-au dezvoltat o economie complexă de tip agro-industrial. Astfel, pe domeniul Ghika au apărut zeci de gropi de petrol la Dofteana, Tisa-Comănești, Moinești, etc. și aici s-a instalat și prima sondă cu foraj mecanic din România (Mosoare, 1861).
Extracția mecanică cu ajutorul sondelor reprezintă un pas important în dezvoltarea industriei petroliere din zonă. Alături de sonde, apar un număr mare de distilerii, fiecare proprietar încercând să-și instaleze mijloace cât mai complete pentru valorificarea petrolului. La Lucăcești apăruseră deja primele distilerii de petrol cu caracter industrial încă din anii 1837-1840, urmate fiind de cea de la Moinești (1844). Acestea sunt primele distilerii din țară. După distileriile din această regiune, la aproape un deceniu se construiesc rafinăriile de la Araci (1849) și Râfov (1857) Ploiești.
După secularizarea averilor mănăstirești, în 1864, țăranii aveau drepturi nelimitate din tată în fiu pentru exploatarea petrolului.

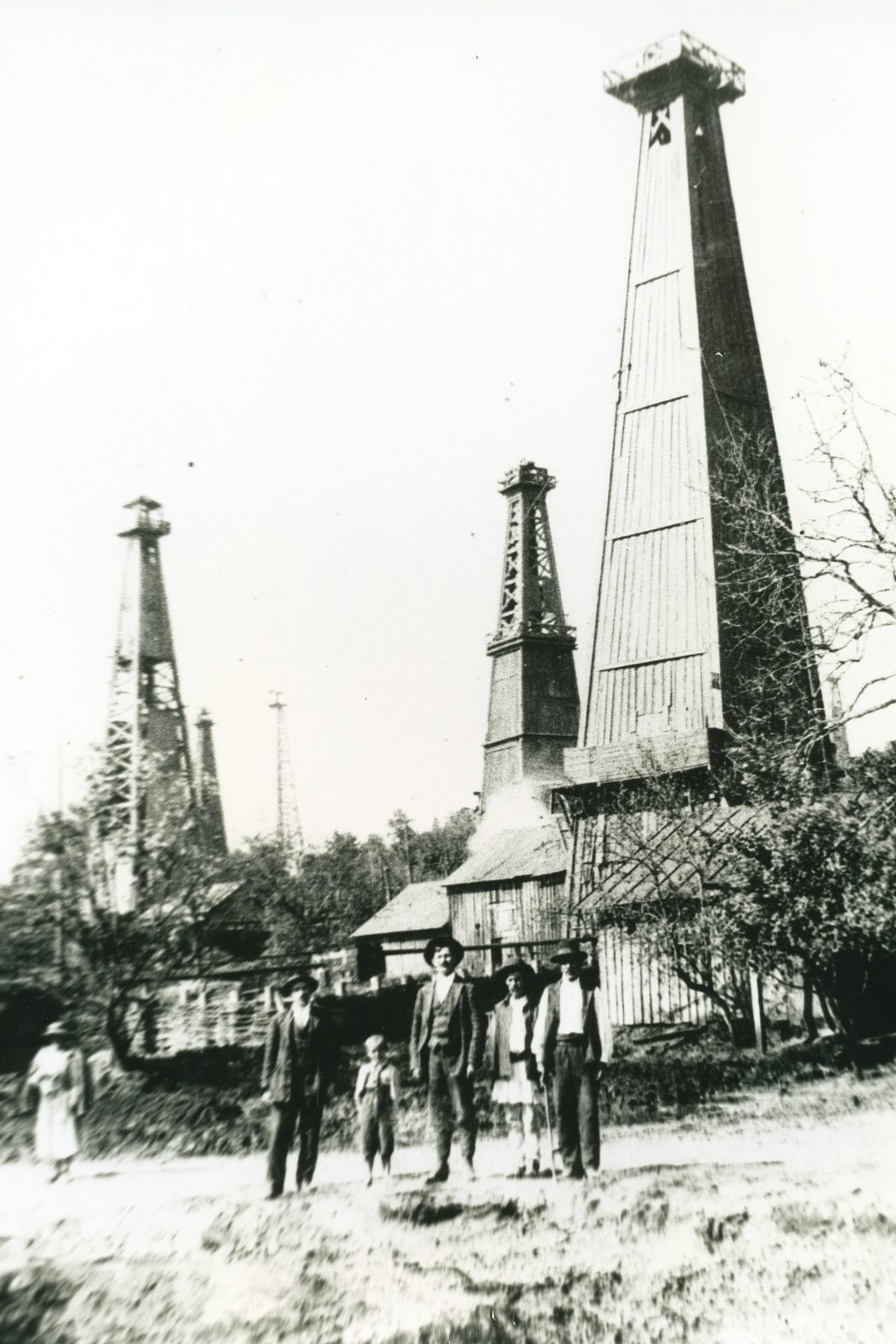
Sonde de petrol în Moinești

Spre sfârșitul secolului al XIX-lea și începutul secolului al XX-lea, în exploatarea petrolului din bazinul Trotușului își fac apariția o serie de societăți capitaliste, din care unele cu capital străin. În acest sens sunt menționate o serie de filiale ale marilor societăți internaționale: Steaua Română; Astra Română și Societatea Româno-Americană – filiale ale lui Standard Oil Company, etc. Ele au reușit în scurt timp să extragă mari cantități de petrol.
În anul 1890 S. R. I. C. P. București a cumpărat moșia Moinești, confiscând toate gropile de petrol „întru esploatare și rafinare de bună cuviință”. Datorită capitalului insuficient și a pătrunderii masive a străinilor, după legea din 1895, compania a fost preluată de către Societatea „S.A. Steaua Română”, înființată în 1896 cu capital inițial de 2,4 milioane, de către persoane aparținând unui grup de investitori germani, britanici și austro-ungari. În 1903, compania a intrat în controlul complet al Deutsche Bank. Ca tehnică de foraj în 1895, a fost introdus sistemul de foraj cu percuție uscată cu bare de fier, sistem care devine principala metodă de foraj până la Primul Război Mondial. În 1906 la Tețcani a fost încercată pentru prima dată în țară sapa rotativă hidraulică.
La Moinești din cauza rocilor dure, a fost menținută metoda de săpare percutant-uscată cu un avans nu mai mare de 1 metru pe zi. Cu toate acestea, datorită priceperii sondorilor, compania a reușit să foreze sonda nr. 24 până la 1070 m adâncime. Tehnica de extracție la Moinești, unde depozitele erau bogate, era folosirea erupției libere. Pentru captarea petrolului era folosit un clopot (numit limză) montat în partea de sus a trapei de lemn. Ca urmare a utilizării acestei metode, rezerva era golită iar sonda abandonată deși mai avea petrol. În anul 1909 a fost introdusă extracția cu piston, folosind pompe de extracție primitive, cu corpuri de țevi de oțel și pistoane sigilate de garnituri de cânepă. În anul 1928 s-a introdus coloana mecanică și cimentarea după model american, doi ani mai târziu au apărut primele foraje cu sapă cu diamante. În anul 1933 au fost introduse primele foraje cu sapă cu role iar la Solonț în anul 1942 a apărut sistemul rotary.
| Imagine indisponibilă                 |  | Imagine indisponibilă                    |
| Instalație de foraj românească 4 L.D. |  | Sonde de extracție lângă Moinești (1964) |

Petrolul din județul Bacău, deși de calitate foarte bună, date fiind dificultățile de extracție, participa cu o pondere mică în balanța energetică a țării. Abia după naționalizare, când se trece la o nouă organizare a exploatărilor și în special după 1952, când în extracție se introduce sistemul de forare cu turbină, producția de petrol în bazinul Trotușului a crescut.
În 1980 prin intermediul forajelor de mare adâncime, au reintrat în exploatare perimetrele vechi din Depresiunea Dărmănești și Subcarpații Moldovei și-au extins cele existente în neogenul subcarpatic și paleogenul carpatic. Regiunea se numără printre cele mai importante sub raportul rezervelor și producției, iar pentru prelucrarea țițeiului din zonă dar și din import există cele două rafinării din zonă (Rafinăria nr. 8 Dărmănești și Rafinăria nr. 10 Onești).
Gazele de sondă sunt asociate cu petrolul și au început să fie captate și dezbenzinate doar de câteva decenii. Inițial erau folosite pentru uz casnic și pentru ardere în Termocentrala Comănești. Cea mai mare parte a acestora era dirijată spre Platforma Petrochimică Borzești, unde constituia materie primă pentru obținerea cauciucului sintetic, maselor plastice și rășinilor sintetice.

#### Altele
Lista rafinăriilor ce au existat în Moinești și în satele din preajmă după ordinea cronologică:
A. Distileriile de la Solonț, Zemeș, Valea Arinilor, Găzărie, etc. La Lucăcești apăruseră deja primele distilerii de petrol cu caracter industrial încă din 1837-1840, urmate fiind de cea de la Moinești (1844). Acestea sunt primele distilerii din România.
1. Distileria N. Choss, fondată în 1840 în Lucăcești.[9] Se consideră că ar fi prima rafinărie din țară.[15]
2. Distileria Michael Heimsohn, fondată în anul 1844;[9] Potrivit lui Victor Tufescu, atât distileria din 1840 cât și cea din 1844 de la Lucăcești au fost fondate cu un deceniu sau mai mult față de cea a lui Teodor Mehedințeanu, menționată în manuale drept cea mai veche.[16]
3. Distileria Iosif Theiler, fondată în 1855, Moinești,[9]
4. Distileria Aleicu Leibu, fondată în 1857 la Valea Arinilor,[9]
5. Distileria Inochentie Marchidan, fondată în 1858 la Solonț (Salonți) - Stoinești,[9]
6. Distileria A. Schwartz, fondată în 1860, la Adjud,[17]
7. Distileria D. Grünberg, fondată în 1880,[17]
8. Distileria N. Fildermann, fondată în 1880 la Onești,[17]
9. Rafinăria S.R.I.C.P. București, fondată în 1895 în satul Albotești (astăzi înglobat Moineștiului),[9]
10. Rafinăria „Moldonaphta” din Valea Arinilor, inițial cu o capacitate de 8 vagoane pe zi,[18]
11. Rafinăria Steaua Română, inițial cu o capacitate de 25 vagoane pe zi.[18]

B. În anul 1908 zona Moinești cuprindea în total 51 fabrici de prelucrare a petrolului.
1. Fabrica „Columbia” (româno-americană),[9]

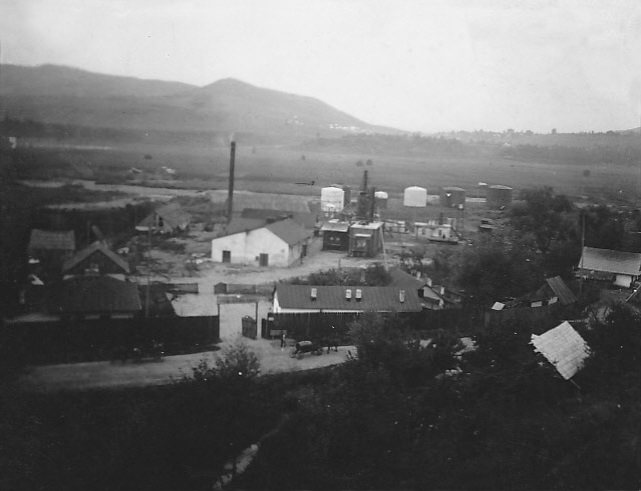
Rafinăria Moldonaphta din Lucăcești
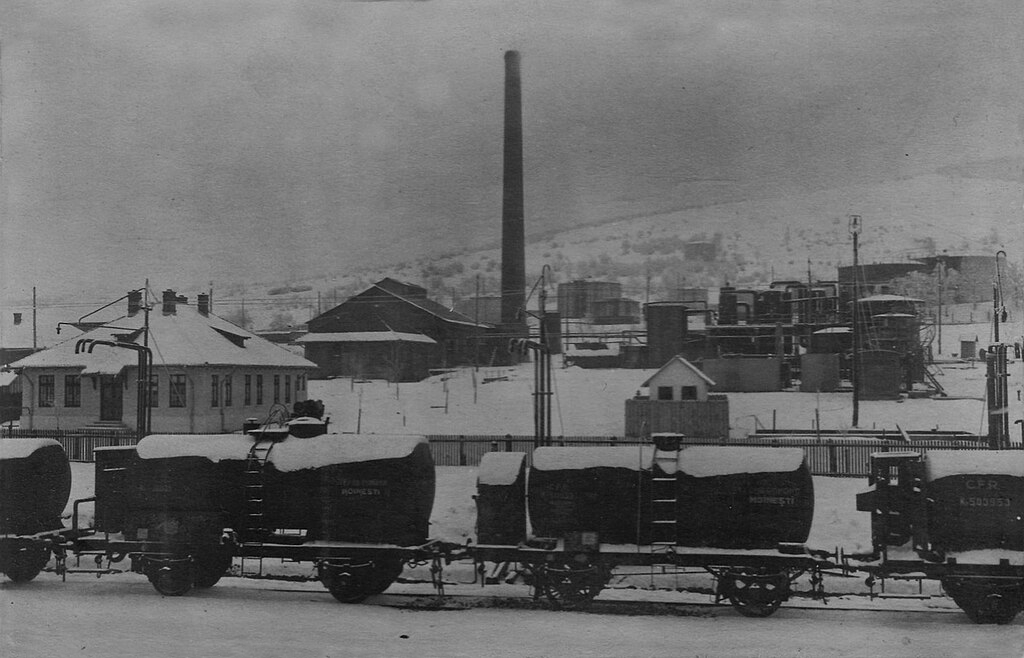
Rafinăria Steaua Română din Moinești și o garnitură de tren C.F.R. (anii 1930)
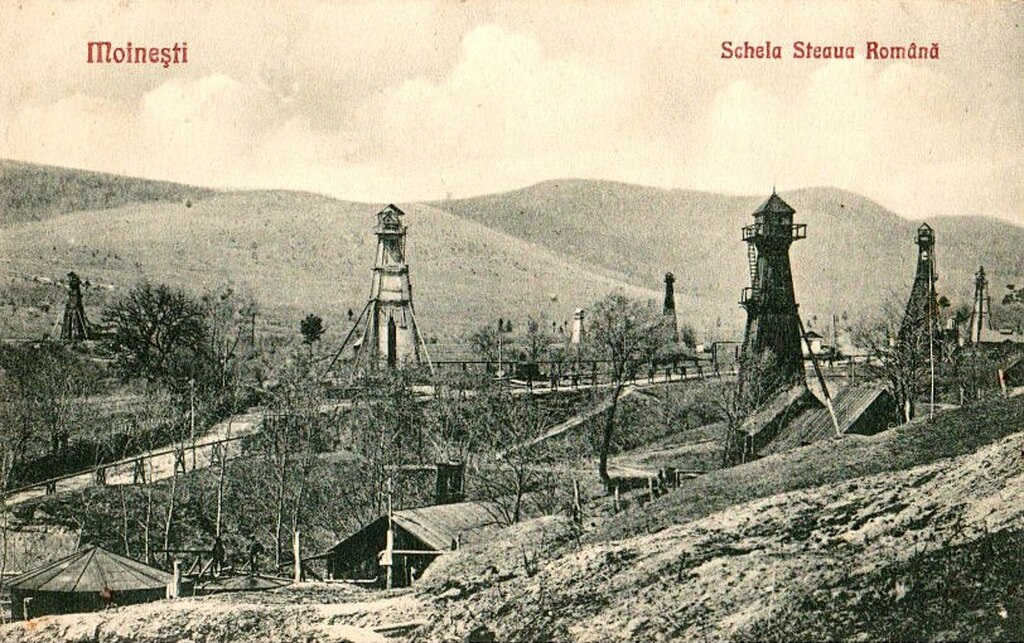
Schela de exploatare a societății Steaua Română Moinești, 1934

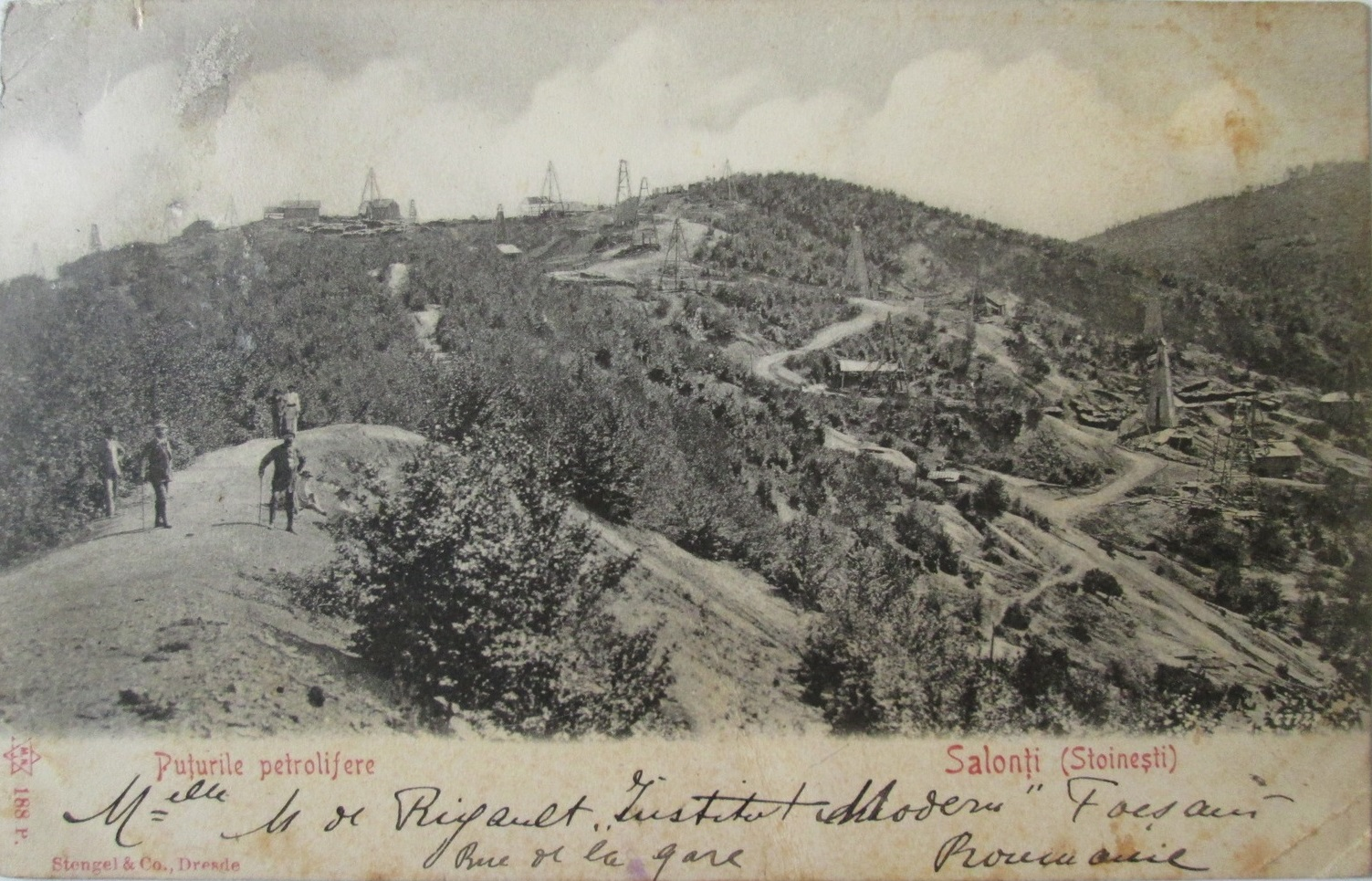
Câmp de exploatare la Solonț, 1903
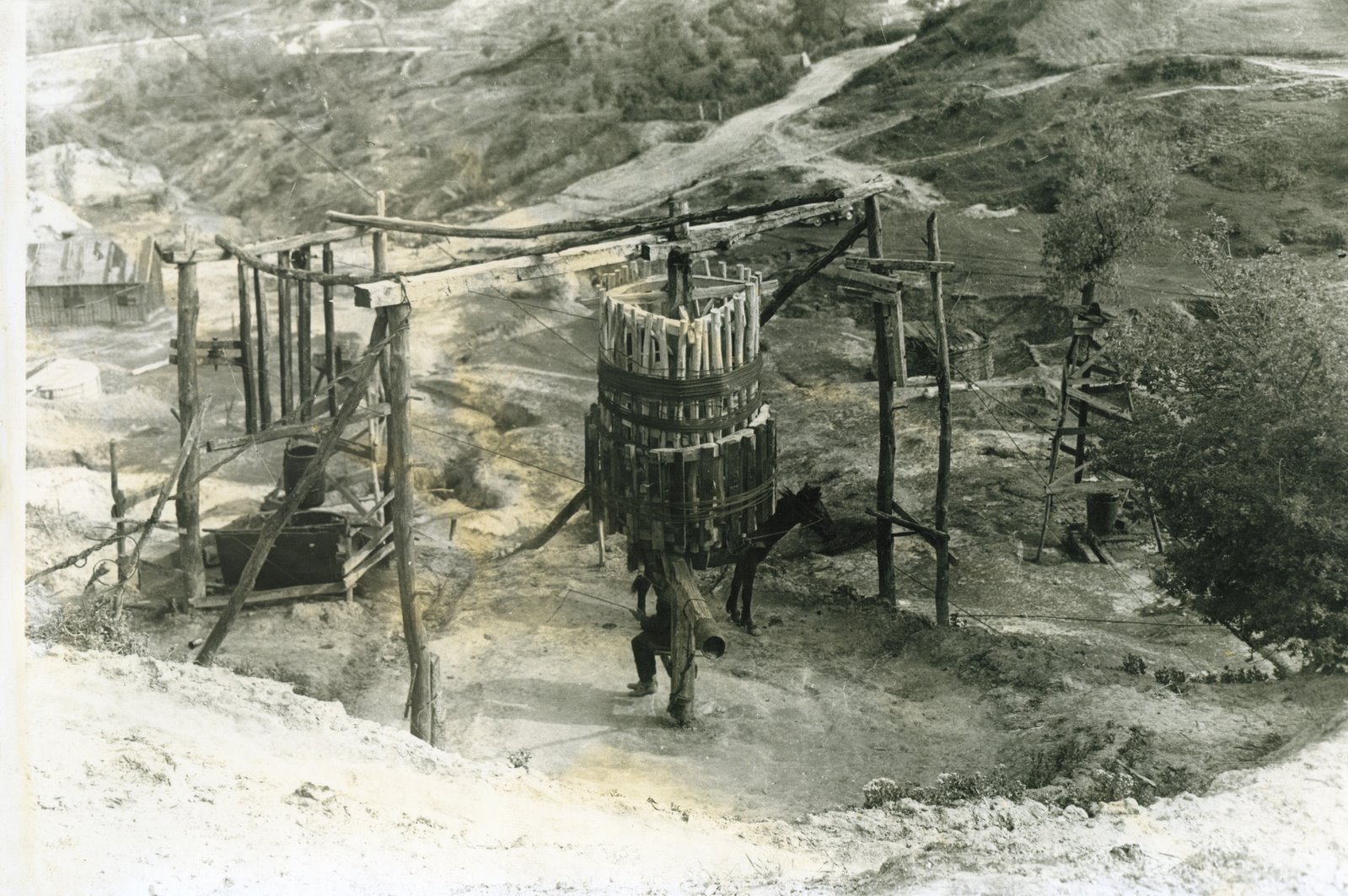
Exploatare manuală cu puțuri de adâncime pe dealul Osoiu, Moinești, 1897
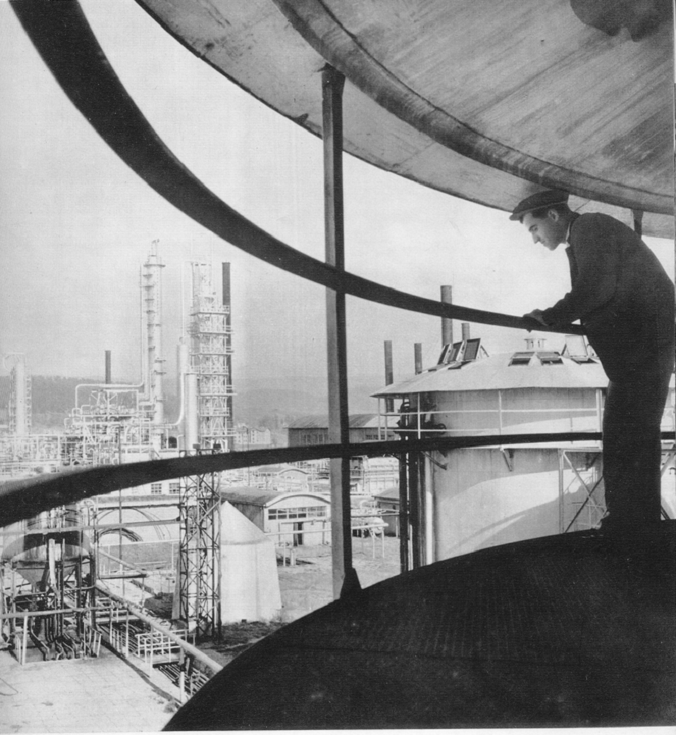
Noua rafinărie de la Dărmănești, 1964

### Statistici
- Se presupune că între 1640-1854 s-au extras aproximativ 77.000 de tone de petrol.[13]
- În anul 1900 regiunea Moldovei prelucra 9540 tone petrol/an cu 1127 angajați.[9]
- În Județul Bacău sunt înregistrate 637 puțuri active și 340 sonde în anul 1940.[9]
- În anul 1965 se face cel mai mare foraj de adâncime din județ, la peste 3500 de metri, în zona dealului Măgura.[9]